# Холмогорская резная кость

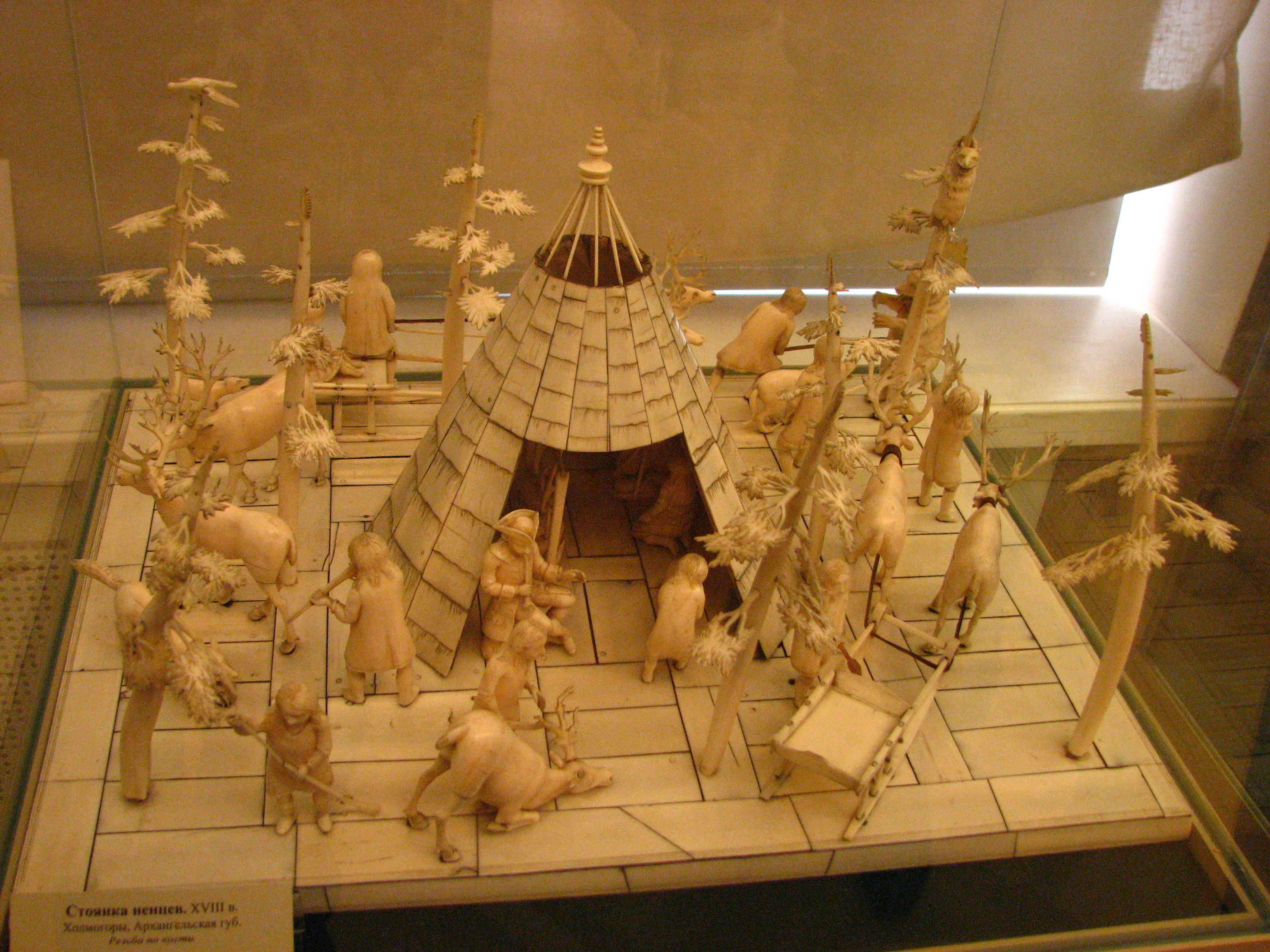
Стоянка ненцев (резьба по кости)

Холмого́рская резна́я кость — резьба по кости, народный художественный промысел, сформировавшийся и практикуемый в сёлах Холмогорского района Архангельской области. В стиле холмогорской резьбы пересекаются различные культурные традиции: севернорусская, центральнорусская, западноевропейская (заимствовались техники нидерландских и немецких изделий, рисунки гравюр) и традиции коренных народов севера.

## История

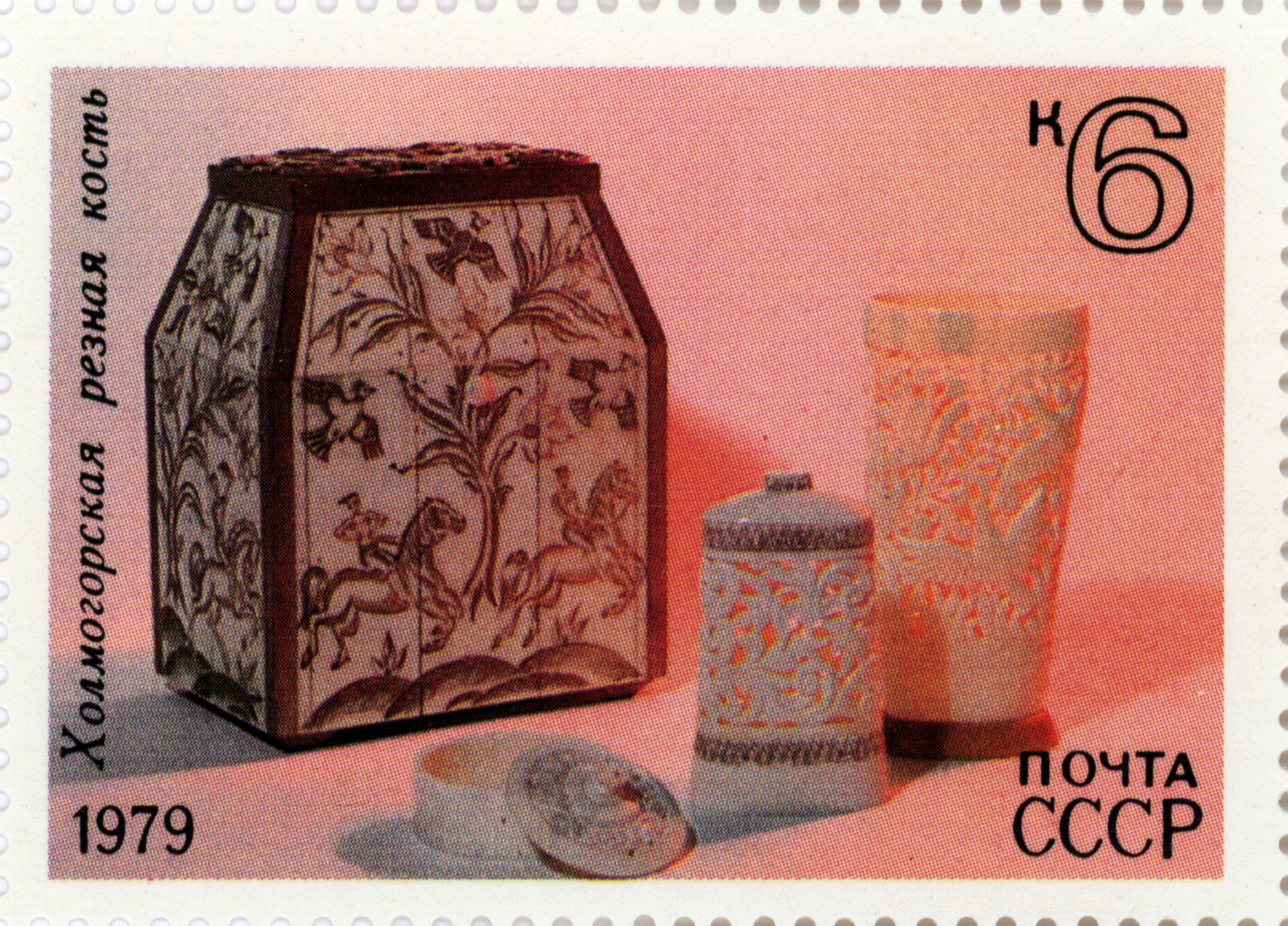
Холмогорская резная кость на почтовой марке СССР

Первые известные примеры изделий, выполненных в данной манере, относятся к XVII веку, однако приёмы резьбы, отличающие данный вид промысла от прочих схожих сложились лишь к XVIII веку. К ним относятся, например, сочетание образованного сквозными отверстиями орнамента и рельефных сюжетных изображений, использование цветной гравировки, подкраска. Иногда под резной орнамент подкладывалась цветная фольга. Может использоваться мамонтовая или моржовая кость, либо кость домашнего скота (лошадей, коров). Сюжетные рельефы могут изображать сцены из народной жизни, портреты или эмблемы, со 2-й половины XIX века — также местных животных и растения. Для холмогорской резной кости характерен растительный орнамент из веточек, ягодок, а также рокайли.

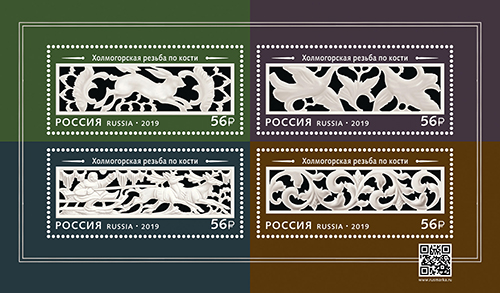
Квартблок «Декоративно-прикладное искусство России. Резьба по кости».

Наиболее старым типом такого рода изделий являются гребни. Кроме того, в этом стиле изготавливались табакерки, коробочки, ларцы, бокалы, настольные украшения, миниатюрные портреты и даже мебель, облицованная пластинками кости. Известны также настольные скульптуры, в том числе копии знаменитых скульптурных композиций (например, московского памятника К. Минину и Д. Пожарскому). В советский период стали также выпускаться женские украшения.
В 1930 году промысел, который находился в упадке со 2-й половины XIX века, стал поддерживаться государством. В селе Ломоносово была создана профессионально-техническая школа, а позже и Холмогорская косторезная артель имени М. В. Ломоносова (1932), в дальнейшем преобразованная в фабрику художественной резьбы по кости имени М. В. Ломоносова.

## Известные мастера
- Буторин Николай Дмитриевич
- Просвирнин В. А.
- Ватлин В. Т.
- Дудин Осип Христофорович (1714—1780)
- Верещагин Николай Стапанович (1770 — после 1813)
- Коржавин А.
- Перепёлкин Максим Иванович
- Черникович П. П. (1920—2011)
- Братья Штанг Анатолий Егорович (1915—1983) и Штанг П. П.
- Христофоров М. А.
- Синькова М. П.
- Петровский Г. Е.
- Гурьев В. П.
- Колобов В.Н
- Узиков В. Т.[1][2]
- Шубин Федот Иванович (1740—1805)
- Бобрецов Михаиил Михайлович
- Осипов Г. Ф.
- Хабаров В. Н.[3]